# Jorge Olivera Róvere
Jorge Olivera Róvere, oficial argentino que sirvió durante la dictadura autodenominada «Proceso de Reorganización Nacional».
Para 1975, era general de brigada del Ejército Argentino.
Entre septiembre y febrero de 1976 se desempeñó como segundo comandante y jefe de Estado Mayor del V Cuerpo de Ejército. Como tal, estuvo a cargo de la Subzona 51, con cabecera en Bahía Blanca. Después pasó a ser segundo jefe del I Cuerpo de Ejército. En este cargo tenía bajo su responsabilidad una parte de la ciudad de Buenos Aires (nombre militar: Subzona 1C). Después, entre enero y diciembre de 1977, se desempeñó como secretario general del Ejército.